# National Football League 2012
La stagione NFL 2012 è stata la 93ª stagione sportiva della National Football League, la massima lega professionistica statunitense di football americano. La stagione è iniziata il 5 settembre 2012. La finale del campionato, il Super Bowl XLVII, si è disputata il 3 febbraio 2013 al Mercedes-Benz Superdome di New Orleans, Louisiana, tra i San Francisco 49ers e i Baltimore Ravens con la vittoria di questi ultimi. L'MVP dell'incontro è stato il quarterback dei Ravens Joe Flacco. Il Pro Bowl si è disputato ad Honolulu, nelle Hawaii, il 27 gennaio 2013.

## Modifiche alle regole
- La regola per i tempi supplementari adottata nei playoff (a partire dalla stagione 2010) viene estesa anche alla stagione regolare. Se la squadra che ha vinto il primo possesso tramite lancio della monetina segna un field goal, la gara non termina immediatamente, questo a meno che non venga segnato un touchdown. La squadra che ha perso il lancio della moneta e ha subito un field goal ha quindi la possibilità anch'essa di disputare un'azione d'attacco: se segna un touchdown la partita termina. Se entrambe le squadre sono ancora a pari punti alla fine dei tempi supplementari, la partita viene dichiarata in pareggio.
- I cognomi nelle uniformi possono includere ora i numeri romani (ad esempio nel caso di Robert Griffin III), Junior (Jr.) e Senior (Sr.)[2].

## Stagione regolare
La stagione regolare è iniziata mercoledì 5 settembre, con i campioni del Super Bowl XLVI, i New York Giants, che hanno ospitato i Dallas Cowboys. La gara è stata spostata dall'usuale giovedì per evitare la concomitanza con l'ultima giornata della convention del Partito Democratico, che si è tenuta alla Bank of America Stadium, casa dei Carolina Panthers. Per tale motivo, i Panthers hanno iniziato la stagione in trasferta, in casa dei Tampa Bay Buccaneers.
In questa stagione gli accoppiamenti Intraconference e Interconference tra Division sono stati i seguenti
| Intraconference                                                                                                 | Interconference                                                                                                 |
| --- | --- |
| - AFC East contro AFC South - AFC North contro AFC West - NFC East contro NFC South - NFC North contro NFC West | - AFC East contro NFC West - AFC North contro NFC East - AFC South contro NFC North - AFC West contro NFC South |

### Risultati della stagione regolare
- V = Vittorie, S = Sconfitte, P = Pareggi, PCT = Percentuale di vittorie, PF = Punti Fatti, PS = Punti Subiti
- La qualificazione ai play-off è indicata in verde (tra parentesi il seed)

| AFC East                 |    |    |   |     |     |     |
| Squadra                  | V  | S  | P | PCT | PF  | PS  |
| (2) New England Patriots | 12 | 4  | 0 | 750 | 557 | 331 |
| Miami Dolphins           | 7  | 9  | 0 | 438 | 288 | 317 |
| New York Jets            | 6  | 10 | 0 | 375 | 281 | 375 |
| Buffalo Bills            | 6  | 10 | 0 | 375 | 344 | 435 |

| NFC East                |    |    |   |     |     |     |
| Squadra                 | V  | S  | P | PCT | PF  | PS  |
| (4) Washington Redskins | 10 | 6  | 0 | 625 | 436 | 388 |
| New York Giants         | 9  | 7  | 0 | 563 | 429 | 344 |
| Dallas Cowboys          | 8  | 8  | 0 | 500 | 376 | 400 |
| Philadelphia Eagles     | 4  | 12 | 0 | 250 | 280 | 444 |

| AFC North              |    |    |   |     |     |     |
| Squadra                | V  | S  | P | PCT | PF  | PS  |
| (4) Baltimore Ravens   | 10 | 6  | 0 | 625 | 398 | 344 |
| (6) Cincinnati Bengals | 10 | 6  | 0 | 625 | 391 | 320 |
| Pittsburgh Steelers    | 8  | 8  | 0 | 500 | 336 | 314 |
| Cleveland Browns       | 5  | 11 | 0 | 313 | 302 | 368 |

| NFC North             |    |    |   |     |     |     |
| Squadra               | V  | S  | P | PCT | PF  | PS  |
| (3) Green Bay Packers | 11 | 5  | 0 | 688 | 433 | 336 |
| (6) Minnesota Vikings | 10 | 6  | 0 | 625 | 379 | 348 |
| Chicago Bears         | 10 | 6  | 0 | 625 | 375 | 277 |
| Detroit Lions         | 4  | 12 | 0 | 250 | 372 | 437 |

| AFC South              |    |    |   |     |     |     |
| Squadra                | V  | S  | P | PCT | PF  | PS  |
| (3) Houston Texans     | 12 | 4  | 0 | 750 | 416 | 331 |
| (5) Indianapolis Colts | 11 | 5  | 0 | 688 | 357 | 387 |
| Tennessee Titans       | 6  | 10 | 0 | 375 | 330 | 471 |
| Jacksonville Jaguars   | 2  | 14 | 0 | 125 | 255 | 444 |

| NFC South            |    |   |   |     |     |     |
| Squadra              | V  | S | P | PCT | PF  | PS  |
| (1) Atlanta Falcons  | 13 | 3 | 0 | 813 | 419 | 299 |
| Carolina Panthers    | 7  | 9 | 0 | 438 | 357 | 363 |
| New Orleans Saints   | 7  | 9 | 0 | 438 | 461 | 454 |
| Tampa Bay Buccaneers | 7  | 9 | 0 | 438 | 389 | 394 |

| AFC West           |    |    |   |     |     |     |
| Squadra            | V  | S  | P | PCT | PF  | PS  |
| (1) Denver Broncos | 13 | 3  | 0 | 813 | 481 | 289 |
| San Diego Chargers | 7  | 9  | 0 | 438 | 350 | 350 |
| Oakland Raiders    | 4  | 12 | 0 | 250 | 290 | 443 |
| Kansas City Chiefs | 2  | 14 | 0 | 125 | 211 | 425 |

| NFC West                |    |    |   |     |     |     |
| Squadra                 | V  | S  | P | PCT | PF  | PS  |
| (2) San Francisco 49ers | 11 | 4  | 1 | 719 | 397 | 273 |
| (5) Seattle Seahawks    | 11 | 5  | 0 | 688 | 412 | 245 |
| St. Louis Rams          | 7  | 8  | 1 | 469 | 299 | 348 |
| Arizona Cardinals       | 5  | 11 | 0 | 313 | 250 | 357 |

## Play-off
I play-off sono iniziati con il Wild Card Weekend il 5 e 6 gennaio 2013. Successivamente si sono giocati i Divisional Playoff il 12 e 13 gennaio e i Conference Championship Game il 20 gennaio. Il Super Bowl XLVII si gioca il 3 febbraio 2013 nel Mercedes-Benz Superdome di New Orleans.

### Seeding
| Seed | American Football Conference              | National Football Conference             |
| ---- | ----------------------------------------- | ---------------------------------------- |
| 1    | Denver Broncos (vincitori AFC West)       | Atlanta Falcons (vincitori NFC South)    |
| 2    | New England Patriots (vincitori AFC East) | San Francisco 49ers (vincitori NFC West) |
| 3    | Houston Texans (vincitori AFC South)      | Green Bay Packers (vincitori NFC North)  |
| 4    | Baltimore Ravens (vincitori AFC North)    | Washington Redskins (vincitori NFC East) |
| 5    | Indianapolis Colts                        | Seattle Seahawks                         |
| 6    | Cincinnati Bengals                        | Minnesota Vikings                        |

### Incontri
| Wild Card Game | Wild Card Game               | Wild Card Game               | Wild Card Game               |    |                 | Divisional Play-off           | Divisional Play-off                 | Divisional Play-off           |                                  |                                  | Conference Championship          | Conference Championship | Conference Championship |  |  | Super Bowl XLVII | Super Bowl XLVII | Super Bowl XLVII | Super Bowl XLVII | Super Bowl XLVII |
|                |                              |                              |                              |    |                 |                               |                                     |                               |                                  |                                  |                                  |                         |                         |  |  |                  |                  |                  |                  |                  |
|                | 5 gennaio - Reliant Stadium  | 5 gennaio - Reliant Stadium  | 5 gennaio - Reliant Stadium  |    |                 | 13 gennaio - Gillette Stadium | 13 gennaio - Gillette Stadium       | 13 gennaio - Gillette Stadium |                                  |                                  |                                  |                         |                         |  |  |                  |                  |                  |                  |                  |
|                | 5 gennaio - Reliant Stadium  | 5 gennaio - Reliant Stadium  | 5 gennaio - Reliant Stadium  |    |                 | 13 gennaio - Gillette Stadium | 13 gennaio - Gillette Stadium       | 13 gennaio - Gillette Stadium |                                  |                                  |                                  |                         |                         |  |  |                  |                  |                  |                  |                  |
|                | 5 gennaio - Reliant Stadium  | 5 gennaio - Reliant Stadium  | 5 gennaio - Reliant Stadium  |    |                 | 13 gennaio - Gillette Stadium | 13 gennaio - Gillette Stadium       | 13 gennaio - Gillette Stadium |                                  |                                  |                                  |                         |                         |  |  |                  |                  |                  |                  |                  |
|                | 5 gennaio - Reliant Stadium  | 5 gennaio - Reliant Stadium  | 5 gennaio - Reliant Stadium  |    |                 | 13 gennaio - Gillette Stadium | 13 gennaio - Gillette Stadium       | 13 gennaio - Gillette Stadium |                                  |                                  |                                  |                         |                         |  |  |                  |                  |                  |                  |                  |
|                | 6                            | Cincinnati                   | 13                           |    |                 | 13 gennaio - Gillette Stadium | 13 gennaio - Gillette Stadium       | 13 gennaio - Gillette Stadium |                                  |                                  |                                  |                         |                         |  |  |                  |                  |                  |                  |                  |
|                | 6                            | Cincinnati                   | 13                           | 3  | Houston         | 28                            |                                     |                               |                                  |                                  |                                  |                         |                         |  |  |                  |                  |                  |                  |                  |
|                | 3                            | Houston                      | 19                           | 3  | Houston         | 28                            |                                     |                               | 20 gennaio - Gillette Stadium    | 20 gennaio - Gillette Stadium    | 20 gennaio - Gillette Stadium    |                         |                         |  |  |                  |                  |                  |                  |                  |
|                | 3                            | Houston                      | 19                           | 2  | New England     | 41                            |                                     |                               | 20 gennaio - Gillette Stadium    | 20 gennaio - Gillette Stadium    | 20 gennaio - Gillette Stadium    |                         |                         |  |  |                  |                  |                  |                  |                  |
|                |                              |                              |                              | 2  | New England     | 41                            |                                     |                               | 20 gennaio - Gillette Stadium    | 20 gennaio - Gillette Stadium    | 20 gennaio - Gillette Stadium    |                         |                         |  |  |                  |                  |                  |                  |                  |
|                |                              |                              |                              |    |                 |                               |                                     |                               | 20 gennaio - Gillette Stadium    | 20 gennaio - Gillette Stadium    | 20 gennaio - Gillette Stadium    |                         |                         |  |  |                  |                  |                  |                  |                  |
|                | 6 gennaio - M&T Bank Stadium | 6 gennaio - M&T Bank Stadium | 6 gennaio - M&T Bank Stadium | 4  | Baltimore       | 28                            |                                     |                               |                                  |                                  |                                  |                         |                         |  |  |                  |                  |                  |                  |                  |
|                | 6 gennaio - M&T Bank Stadium | 6 gennaio - M&T Bank Stadium | 6 gennaio - M&T Bank Stadium | 4  | Baltimore       | 28                            | 12 gennaio - Sports Authority Field |                               |                                  |                                  |                                  |                         |                         |  |  |                  |                  |                  |                  |                  |
|                | 6 gennaio - M&T Bank Stadium | 6 gennaio - M&T Bank Stadium | 6 gennaio - M&T Bank Stadium |    | 2               | New England                   | 13                                  |                               |                                  |                                  |                                  |                         |                         |  |  |                  |                  |                  |                  |                  |
|                | 6 gennaio - M&T Bank Stadium | 6 gennaio - M&T Bank Stadium | 6 gennaio - M&T Bank Stadium |    | 2               | New England                   | 13                                  |                               |                                  |                                  |                                  |                         |                         |  |  |                  |                  |                  |                  |                  |
|                | 5                            | Indianapolis                 | 9                            |    |                 |                               |                                     |                               |                                  |                                  |                                  |                         |                         |  |  |                  |                  |                  |                  |                  |
|                | 5                            | Indianapolis                 | 9                            | 4  | Baltimore (2OT) | 38                            |                                     |                               |                                  |                                  |                                  |                         |                         |  |  |                  |                  |                  |                  |                  |
|                | 4                            | Baltimore                    | 24                           | 4  | Baltimore (2OT) | 38                            |                                     |                               | 3 febbraio - Louisiana Superdome | 3 febbraio - Louisiana Superdome | 3 febbraio - Louisiana Superdome |                         |                         |  |  |                  |                  |                  |                  |                  |
|                | 4                            | Baltimore                    | 24                           | 1  | Denver          | 35                            |                                     |                               | 3 febbraio - Louisiana Superdome | 3 febbraio - Louisiana Superdome | 3 febbraio - Louisiana Superdome |                         |                         |  |  |                  |                  |                  |                  |                  |
|                |                              |                              |                              | 1  | Denver          | 35                            |                                     |                               |                                  | 3 febbraio - Louisiana Superdome | 3 febbraio - Louisiana Superdome |                         |                         |  |  |                  |                  |                  |                  |                  |
|                |                              |                              |                              |    |                 |                               |                                     |                               |                                  | 3 febbraio - Louisiana Superdome | 3 febbraio - Louisiana Superdome |                         |                         |  |  |                  |                  |                  |                  |                  |
|                | 5 gennaio - Lambeau Field    | 5 gennaio - Lambeau Field    | 5 gennaio - Lambeau Field    | A4 | Baltimore       | 34                            |                                     |                               |                                  |                                  |                                  |                         |                         |  |  |                  |                  |                  |                  |                  |
|                | 5 gennaio - Lambeau Field    | 5 gennaio - Lambeau Field    | 5 gennaio - Lambeau Field    | A4 | Baltimore       | 34                            | 12 gennaio - Candlestick Park       |                               |                                  |                                  |                                  |                         |                         |  |  |                  |                  |                  |                  |                  |
|                | 5 gennaio - Lambeau Field    | 5 gennaio - Lambeau Field    | 5 gennaio - Lambeau Field    |    | N2              | San Francisco                 | 31                                  |                               |                                  |                                  |                                  |                         |                         |  |  |                  |                  |                  |                  |                  |
|                | 5 gennaio - Lambeau Field    | 5 gennaio - Lambeau Field    | 5 gennaio - Lambeau Field    |    | N2              | San Francisco                 | 31                                  |                               |                                  |                                  |                                  |                         |                         |  |  |                  |                  |                  |                  |                  |
|                | 6                            | Minnesota                    | 10                           |    |                 |                               |                                     |                               |                                  |                                  |                                  |                         |                         |  |  |                  |                  |                  |                  |                  |
|                | 6                            | Minnesota                    | 10                           | 3  | Green Bay       | 31                            |                                     |                               |                                  |                                  |                                  |                         |                         |  |  |                  |                  |                  |                  |                  |
|                | 3                            | Green Bay                    | 24                           | 3  | Green Bay       | 31                            |                                     |                               | 20 gennaio - Georgia Dome        | 20 gennaio - Georgia Dome        | 20 gennaio - Georgia Dome        |                         |                         |  |  |                  |                  |                  |                  |                  |
|                | 3                            | Green Bay                    | 24                           | 2  | San Francisco   | 45                            |                                     |                               | 20 gennaio - Georgia Dome        | 20 gennaio - Georgia Dome        | 20 gennaio - Georgia Dome        |                         |                         |  |  |                  |                  |                  |                  |                  |
|                |                              |                              |                              | 2  | San Francisco   | 45                            |                                     |                               | 20 gennaio - Georgia Dome        | 20 gennaio - Georgia Dome        | 20 gennaio - Georgia Dome        |                         |                         |  |  |                  |                  |                  |                  |                  |
|                |                              |                              |                              |    |                 |                               |                                     |                               | 20 gennaio - Georgia Dome        | 20 gennaio - Georgia Dome        | 20 gennaio - Georgia Dome        |                         |                         |  |  |                  |                  |                  |                  |                  |
|                | 6 gennaio - FedExField       | 6 gennaio - FedExField       | 6 gennaio - FedExField       | 2  | San Francisco   | 28                            |                                     |                               |                                  |                                  |                                  |                         |                         |  |  |                  |                  |                  |                  |                  |
|                | 6 gennaio - FedExField       | 6 gennaio - FedExField       | 6 gennaio - FedExField       | 2  | San Francisco   | 28                            | 13 gennaio - Georgia Dome           |                               |                                  |                                  |                                  |                         |                         |  |  |                  |                  |                  |                  |                  |
|                | 6 gennaio - FedExField       | 6 gennaio - FedExField       | 6 gennaio - FedExField       |    | 1               | Atlanta                       | 24                                  |                               |                                  |                                  |                                  |                         |                         |  |  |                  |                  |                  |                  |                  |
|                | 6 gennaio - FedExField       | 6 gennaio - FedExField       | 6 gennaio - FedExField       |    | 1               | Atlanta                       | 24                                  |                               |                                  |                                  |                                  |                         |                         |  |  |                  |                  |                  |                  |                  |
|                | 5                            | Seattle                      | 24                           |    |                 |                               |                                     |                               |                                  |                                  |                                  |                         |                         |  |  |                  |                  |                  |                  |                  |
|                | 5                            | Seattle                      | 24                           | 5  | Seattle         | 28                            |                                     |                               |                                  |                                  |                                  |                         |                         |  |  |                  |                  |                  |                  |                  |
|                | 4                            | Washington                   | 14                           | 5  | Seattle         | 28                            |                                     |                               |                                  |                                  |                                  |                         |                         |  |  |                  |                  |                  |                  |                  |
|                | 4                            | Washington                   | 14                           | 1  | Atlanta         | 30                            |                                     |                               |                                  |                                  |                                  |                         |                         |  |  |                  |                  |                  |                  |                  |

#### Wild Card Game
| Arbitro: | Alberto Riveron |

| |           | |
| Hall 9':39" Q2 (TD) 21yd run Brown 9':30" Q2 (pat) , 7':48" Q3 (FG) 34yd field goal, 9':03" Q4 (FG) 47yd field goal | Marcatori | 7':49" Q1 (FG) 48yd field goal, 13':07" Q2 (FG) 27yd field goal, 2':19" Q2 (FG) 22yd field goal, 10':31" Q3 (pat) , 14':17" Q4 (FG) 24yd field goal Graham 10':31" Q3 (TD) 1yd run Foster |

| Arbitro: | Scott Green |

|                                                                                        |           | |
| Walsh 9':26" Q1 (FG) 33yd field goal, 3':39" Q2 (pat) Jenkins 3':39" Q4 (TD) 50yd pass | Marcatori | 0':28" Q1 (TD) 9yd run Harris 0':28" Q1 (pat) , 3':25" Q2 (FG) 20yd field goal, 0':38" Q2 (pat) , 9':25" Q3 (pat) Mason Crosby 0':38" Q2 (TD) 3yd run, 9':25" Q3 (TD) 9yd pass Kuhn |

| Arbitro: | Mike Carey |

| |           | |
| Vinatieri 2':31" Q2 (FG) 47yd field goal, 0':03" Q2 (FG) 52yd field goal, 0':40" Q3 (FG) 26yd field goal | Marcatori | 11':23" Q2 (FG) 23yd field goal, 0':55" Q2 (pat) , 8':26" Q3 (pat) , 9':14" Q4 (pat) Tucker 0':55" Q2 (TD) 2yd run Leach 8':26" Q3 (TD) 20yd pass Pitta 9':14" Q4 (TD) 18yd pass Boldin |

| Arbitro: | Mike Pete Morelli |

| |           | |
| Hauschka 12':03" Q2 (FG) 32yd field goal, 4':45" Q2 (pat) , 0':04" Q2 (FG) 29yd field goal, 5':35" Q4 (FG) 22yd field goal Michael Robinson 4':45" Q2 (TD) 4yd pass Lynch 7':20" Q4 (TD) 27yd run 7':20" Q4 (tpc) | Marcatori | 10':15" Q1 (TD) 4yd pass Royster 10':15" Q1 (pat) , 2':31" Q1 (pat) Forbath 2':31" Q1 (TD) 4yd pass Paulsen |

#### Divisional Play-Off
| Arbitro: | Bill Vinovich |

| |           | |
| Smith 10':39" Q1 (TD) 59yd pass, 0':43" Q2 (TD) 32yd pass Tucker 10':39" Q1 (pat) , 9':58" Q1 (pat) , 0':43" Q2 (pat) , 0':23" Q3 (pat) , 0':41" Q4 (pat) , 13':24" OT2 (FG) 47 yd field goal Graham 9':58" Q1 (TD) 39yd interception Rice 0':23" Q3 (TD) 1yd run Jones 0':41" Q4 (TD) 70yd pass | Marcatori | 12':32" Q1 (TD) 90yd punt return, 15':00" Q3 (TD) 104yd kickoff return Holliday 12':32" Q1 (pat) , 4':09" Q1 (pat) , 7':32" Q2 (pat) , 15':00" Q3 (pat) , 7':18" Q4 (pat) Matt Prater 4':09" Q1 (TD) 15yd pass Stokley 7':32" Q2 (TD) 14yd pass Moreno 7':18" Q4 (TD) 17yd pass Thomas |

| Arbitro: | Jerome Boger |

| |           | |
| Shields 13':04" Q1 (TD) 52yd interception return Crosby 13':04" Q1 (pat) , 0':29" Q1 (pat) , 2':39" Q2 (pat) , 8':38" Q3 (FG) 31yd field goal, 1':07" Q4 (pat) Harris 0':29" Q1 (TD) 18yd run Jones 2':39" Q2 (TD) 20yd pass Jennings 1':07" Q4 (TD) 3yd pass | Marcatori | 9':09" Q1 (TD) 20yd run, 7':16" Q3 (TD) 56yd run Kaepernick 9':09" Q1 (pat) , 11':04" Q2 (pat) 5':33" Q2 (pat) , 0':03" Q2 (FG) 36yd field goal, 7':16" Q3 (pat) , 15':00" Q4 (pat) , 3':42" Q4 (pat) Akers 11':04" Q2 (TD) 12yd pass, 5':33" Q2 (TD) 20yd pass Crabtree 15':00" Q4 (TD) 2yd run Gore 3':42" Q4 (TD) 2yd run Dixon |

| Arbitro: | Walt Coleman |

| |           | |
| 9':53" Q3 (TD) 29yd pass Tate 9':53" Q3 (pat) , 13':06" Q4 (pat) , 9':19" Q4 (pat) , 0':34" Q4 (pat) Longwell 13':06" Q4 (TD) 1yd run Wilson 9':19" Q4 (TD) 3yd pass Miller 0':34" Q4 (TD) 2yd run Lynch | Marcatori | Bryant 9':44" Q1 (FG) 39yd field goal, 3':10" Q1 (pat) , 9':17" Q2 (FG) 37yd field goal, 4':16" Q2 (pat) , 2':11" Q3 (pat) , 0':13" Q4 (FG) 49yd field goal Gonzalez 3':10" Q1 (TD) 1yd pass White 4':16" Q2 (TD) 47yd pass Jason Snelling 2':11" Q3 (TD) 5yd pass |

| Arbitro: | Tony Corrente |

| |           | |
| Graham 14':00" Q1 (FG) 27yd field goal, 1':20" Q1 (pat) , 0':02" Q1 (FG) 55yd field goal, 11':42" Q4 (pat) Foster 1':20" Q1 (TD) 1yd run, 5':15" Q4 (TD) 1yd pass Posey 11':42" Q4 (TD) 25yd pass 5':15" Q4 (tpc) | Marcatori | 1':31" Q1 (TD) 1yd run, 3':43" Q2 (TD) 8yd pass, 13':13" Q4 (TD) 33yd pass Vereen 1':31" Q1 (pat) , 10':20" Q2 (FG) 37yd field goal, 3':43" Q2 (pat) , 11':34" Q3 (pat) , 1':25" Q3 (pat) , 13':13" Q4 (pat) , 1':18" Q4 (FG) 38yd field goal Gostkowski 11':34" Q3 (TD) 8yd run Ridley 1':25" Q3 (TD) 5yd pass Lloyd |

#### Conference Championships
| Arbitro: | Terry McAulay |

| |           | |
| James 8':14" Q2 (TD) 15yd run David Akers 8':14" Q2 (pat) , 2':00" Q2 (pat) , 10':51" Q3 (pat) , 8':27" Q4 (pat) Davis 2':00" Q2 (TD) 4yd pass Gore 10':51" Q3 (TD) 5yd run, 8':27" Q4 (TD) 9yd run | Marcatori | 11':31" Q1 (TD) 46yd pass, 15':00" Q2 (TD) 20yd pass Jonesbr> 11':31" Q1 (pat) , 3':24" Q1 (FG) 35yd field goal, 15':00" Q2 (pat) , 0':29" Q2 (pat) Bryant 0':29" Q3 (TD) 15yd run Ryan |

| Arbitro: | Bill Leavy |

| |           | |
| Rice 5':51" Q2 (TD) 2yd run Tucker 5':51" Q2 (pat) , 6':14" Q3 (pat) , 15':00" Q4 (pat) , 11':19" Q4 (pat) Pitta 6':14" Q3 (TD) 5yd pass Boldin 15':00" Q4 (TD) 3yd pass, 11':19" Q4 (TD) 11yd pass | Marcatori | 6':25" Q1 (FG) 31yd field goal, 4':22" Q2 (pat) , 0':04" Q2 (FG) 25yd field goal Gostkowski 4':22" Q2 (TD) 1yd pass Welker |

#### Super Bowl XLVII
| New Orleans 3 febbraio 2013, ore 18:30 UTC-5 | Baltimore Ravens | 34 – 31 (7-3, 14-3, 7-17, 6-8) | San Francisco 49ers | Mercedes-Benz Superdome\| Arbitro: \| Jerome Boger \| |
| Arbitro:                                     | Jerome Boger     |                                |                     |                                                       |

### Vincitore
| Vincitori del Super Bowl XLVII Baltimore Ravens 2º titolo |

## Premi Individuali
- MVP: Adrian Peterson, Minnesota Vikings
- Giocatore offensivo dell'anno: Adrian Peterson, Minnesota Vikings
- Difensore dell'anno: J.J. Watt, Houston Texans
- Comeback player of the year: Peyton Manning, Denver Broncos
- Allenatore dell'anno: Bruce Arians Indianapolis Colts
- Miglior rookie offensivo: Robert Griffin III, Washington Redskins
- Miglior rookie difensivo: Luke Kuechly, Carolina Panthers